# Der herabhängende Himmel
Der herabhängende Himmel (chinesisch 倒懸的天空 / 倒悬的天空, Pinyin Dàoxuán de tiānkōng) ist eine Science-Fiction-Kurzgeschichte der chinesischen Schriftstellerin Cheng Jingbo, zuerst veröffentlicht im Dezember 2004. Eine deutsche Übersetzung von Lukas Dubro, Felix Meyer zu Venne und Chong Shen erschien am 9. März 2020 in der Anthologie Zerbrochene Sterne, herausgegeben vom Heyne Verlag.

## Handlung
In Regensstadt, der Heimat des Delfins Giana in der Flachwasser-Bucht, gibt es ein riesiges Kristallgewölbe als Dach, an dem das Wasser kondensiert und hinabtropft. Als die Gravitation einer anderen vorbeiziehenden Welt das Kristallgewölbe erschüttert, bricht Giana hindurch und landet im Meer der anderen Welt, während in ihrer Heimat erstmals die Sterne zu sehen sind. Giana scheint daraufhin selbst als Stern über diese, das sei die Legende des Sternbildes Delphinus.

## Kritik
Gary K. Wolfe schreibt im Locus Magazine, dass die Kurzgeschichte charmant und lebendig sei („charming and vivid“).